# مایکل اکسورثی
مایکل اکسورثی (انگلیسی: Michael Axworthy; ۲۶ سپتامبر ۱۹۶۲ – ۱۶ مارس ۲۰۱۹) نویسنده، تاریخ‌نگار و دیپلمات اهل بریتانیا و برندهٔ جایزه همکار انجمن سلطنتی هنر بود.
اکسورثی در دوران نوجوانی به‌طور مکرر در طول تعطیلات به ایران سفر می‌کرد زیرا پدرش ایفور در پروژه ای در آنجا با بانک میدلند درگیر بود. او به یاد می‌آورد که در حدود سپتامبر ۷۸ تهران را بلافاصله پس از برگزاری اولین تظاهرات بزرگ علیه محمدرضا شاه ترک کرد.

## کتابشناسی
- شمشیر پارس: نادرشاه، از جنگجوی قبیله تا ظالم فاتح. I. B. Tauris. 2006.
- امپراتوری ذهن: تاریخ ایران. کتاب‌های هرست ۲۰۰۷.
- ایران انقلابی: تاریخ جمهوری اسلامی. انتشارات دانشگاه آکسفورد. 2013. ISBN 978-0-19-932226-8.
- ایران: آنچه همه باید بدانند. ۲۰۱۷.
- به سوی وستفالیا برای خاورمیانه [با پاتریک میلتون و برندن سیمز] (هورست، ۲۰۱۸)
- بحران، فروپاشی، نظامی گری و جنگ داخلی: تاریخ و تاریخ‌نگاری ایران در قرن هجدهم. ۲۰۱۸. (ویرایشگر)